# 1988
1988 (MCMLXXXVIII) a fost un an bisect al calendarului gregorian, care a început într-o zi de vineri. 

## Evenimente

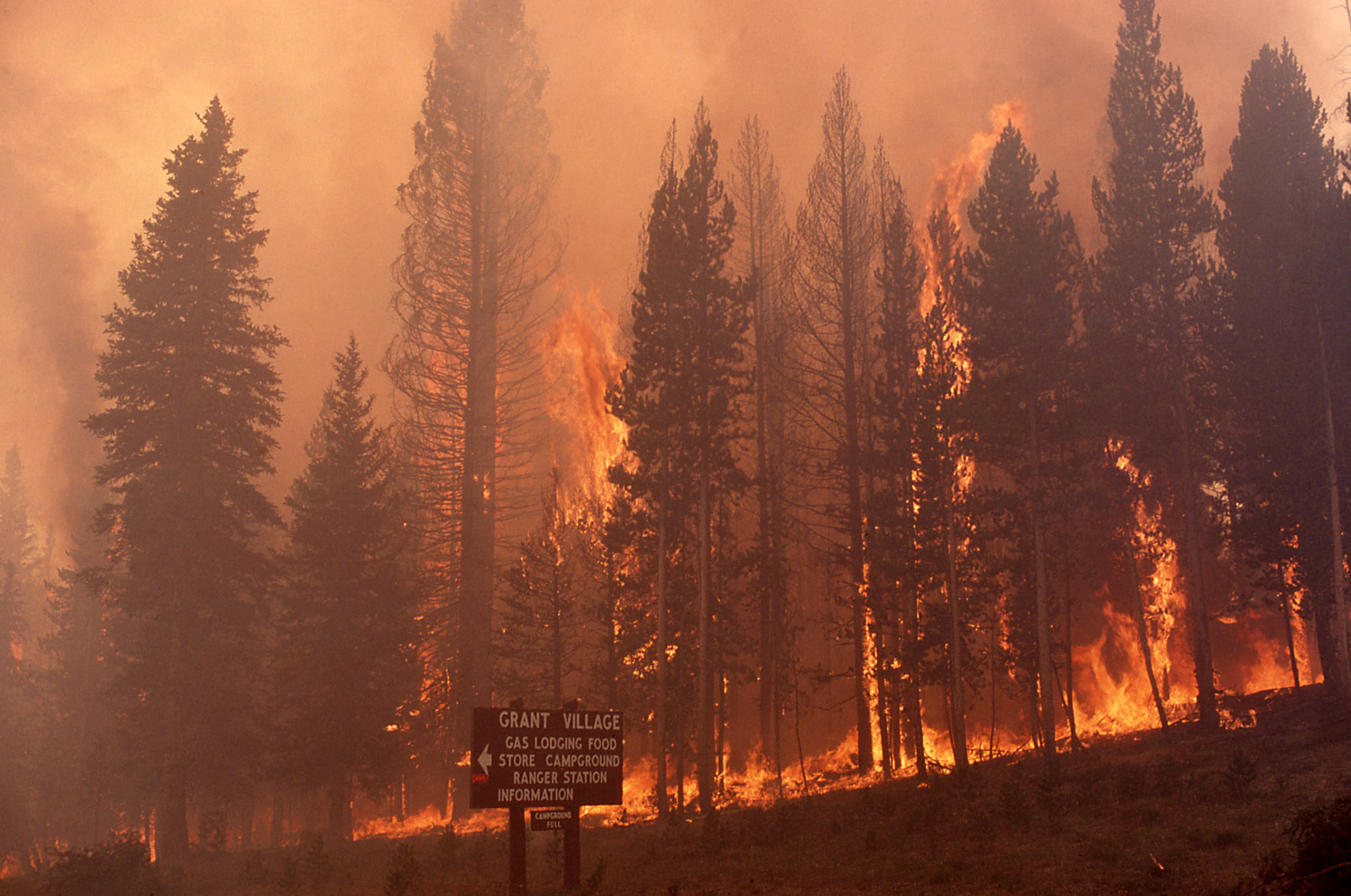
iulie-octombrie: Incendiu în Parcul Național Yellowstone.

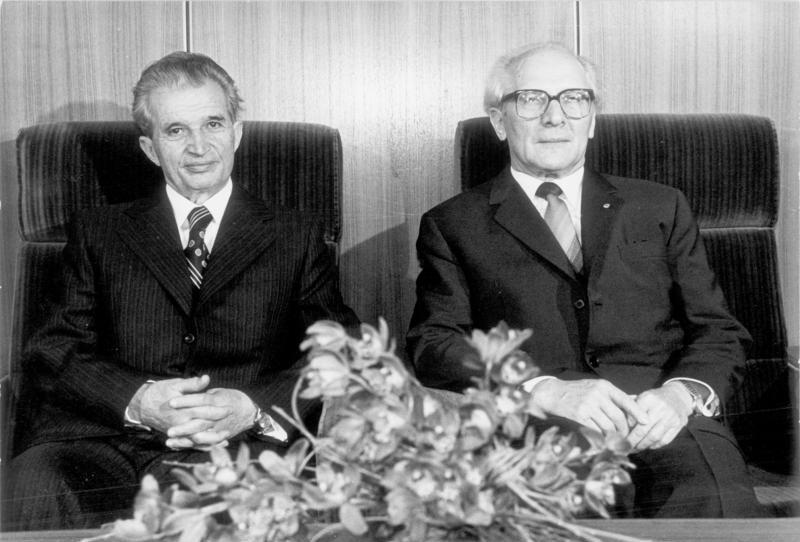
17 noiembrie: Președintele României, Nicolae Ceaușescu, se întâlnește în Berlinul de Est cu Erich Honecker. Ceaușescu este distins cu cel mai înalt ordin al R.D.G.-ului, ordinul "Karl Marx".

### Ianuarie
- 25 ianuarie: Inaugurarea Bibliotecii române din Paris.

### Februarie
- februarie: Noul președinte al Republicii Socialiste Serbia, Slobodan Milošević, face campanie despre necesitatea de a pune capăt autonomiei Kosovo și Voivodinei. Alte republici iugoslave se tem de o revenire la un sistem centralizat.
- 13 februarie: Jocurile Olimpice de iarnă se deschid la Calgary, în Canada.
- 26 februarie: Declarația guvernului SUA prin care anunță hotărârea de a retrage României, începând cu data de 3 iulie 1988, clauza națiunii celei mai favorizate; drept replică, guvernul român declară că renunță la clauza națiunii celei mai favorizate în relațiile cu SUA.

### Aprilie
- 30 aprilie: Céline Dion câștigă la Dublin, Concursul Eurovision pentru Elveția, cu piesa Ne partez pas sans moi.

### Mai
- 5 mai: Televiziunea niponă efectuează prima transmisiune în direct de pe vârful Everest (Himalaya), cel mai înalt munte din lume.
- 8 mai: Alegeri prezidențiale în Franța. François Mitterrand este reales.

### Iunie
- 25 iunie: Țările de Jos învinge URSS cu scorul de 2-0 și câștigă Euro '88.

### iulie
- 3 iulie: 
  - Zborul 655 al Iran Air, a fost un zbor comercial care a fost doborât de către crucișătorul american USS Vincennes, ucigând toți cei 290 de pasageri și echipaj de la bord. Incidentul s-a petrecut în timpul războiului Iran-Irak și a avut consecințe grave atât din punct de vedere umanitar, cât și politic.
  - Podul Fatih Sultan Mehmet din Istanbul, Turcia este finalizat, oferind a doua conexiune între continentele Europa și Asia peste Bosfor.

### August
- 20 august: Războiul dintre Iran și Irak ia sfârșit, cu o pierdere estimată de 1 milion de vieți.

### Septembrie
- 17 septembrie: Jocurile Olimpice de vară se deschid la Seul, în Coreea de Sud. România obține 24 de medalii (7 de aur, 11 de argint și 6 de bronz).

### Noiembrie
- 13 noiembrie: Ayrton Senna își câștigă primul titlu mondial în Formula 1.
- 16 noiembrie: Se adoptă Declarația de suveranitate a Republicii Estonia, prin care se recunoaște supremația legilor estoniene asupra celor unionale.
- 17 noiembrie: Președintele României, Nicolae Ceaușescu, se întâlnește în Berlinul de Est cu Erich Honecker. Ceaușescu este distins cu cel mai înalt ordin RDG-ist, ordinul „Karl Marx".

### Decembrie
- 21 decembrie: Doi membri ai unei grupări radicale din Libia deturnează cursa 103 Pan Am și fac avionul să explodeze deasupra localității Lockerbie din Scoția, cauzând una dintre cele mai mari catastrofe aeriene ale tuturor timpurilor, soldată cu moartea a 270 de oameni.

### Nedatate
- Lui Constantin Noica i se publică postum De Dignitate Europae.
- Pelicula Rain Man obține Premiul Oscar pentru cel mai bun film.

## Nașteri

### Ianuarie
- 1 ianuarie: Alexandru Munteanu, fotbalist român
- 2 ianuarie: Julian Baumgartlinger, fotbalist austriac
- 3 ianuarie: Karizma (n. Olga Fesenco), cântăreață din R. Moldova
- 3 ianuarie: Cătălin Valentin Păun, fotbalist român
- 3 ianuarie: Ikechi Anya, fotbalist scoțian
- 3 ianuarie: Karizma, cântăreață moldoveană
- 4 ianuarie: Daniel Lăcătuș, jurnalist, poet și prozator român
- 5 ianuarie: Nikola Kalinić, fotbalist croat (atacant)
- 8 ianuarie: Adrián López Álvarez, fotbalist spaniol (atacant)
- 8 ianuarie: Daniel Chávez Castillo, fotbalist peruan (atacant)
- 8 ianuarie: Pavel Valeriev Vidanov, fotbalist bulgar
- 9 ianuarie: Monica Ungureanu, judoka română
- 13 ianuarie: Daniela Dodean, jucătoare română de tenis de masă
- 15 ianuarie: Skrillex (n. Sonny John Moore), Dj, cântăreț, producător de înregistrări și compozitor american
- 16 ianuarie: FKA twigs (n. Tahliah Debrett Barnett), cântăreață britanică
- 16 ianuarie: Nicklas Bendtner, fotbalist danez (atacant)
- 17 ianuarie: Héctor Moreno (Héctor Alfredo Moreno Herrera), fotbalist mexican
- 17 ianuarie: Albert Ramos Viñolas, jucător de tenis spaniol
- 18 ianuarie: Angelique Kerber, jucătoare germană de tenis
- 20 ianuarie: Jeffrén Suárez (Jeffrén Isaac Suárez Bermúdez), fotbalist spaniol (atacant)
- 22 ianuarie: Kitti Kudor, handbalistă maghiară
- 22 ianuarie: Marcel Schmelzer, fotbalist german
- 23 ianuarie: Kamil Biliński, fotbalist polonez (atacant)
- 23 ianuarie: Alexandru Dandea, fotbalist român
- 23 ianuarie: Andrei Dumitraș, fotbalist român
- 24 ianuarie: Ștefan Nicolae Bărboianu, fotbalist român
- 27 ianuarie: Rodoljub Marjanović, fotbalist sârb (atacant)
- 27 ianuarie: Kerlon (Kerlon Moura Souza), fotbalist brazilian (atacant)
- 28 ianuarie: Pierce Brown, scriitor american
- 30 ianuarie: Cătălin Petre Doman, fotbalist român

### Februarie
- 2 februarie: Vasile Buhăescu, fotbalist român (atacant)
- 3 februarie: Gregory Kurtley van der Wiel, fotbalist neerlandez
- 3 februarie: Kamil Jacek Glik, fotbalist polonez
- 4 februarie: Carly Patterson, cântăreață americană
- 4 februarie: Oleg Clonin, fotbalist din R. Moldova
- 4 februarie: Boubacar Mansaly, fotbalist senegalez
- 5 februarie: Eric Cosmin Bicfalvi, fotbalist român
- 5 februarie: Gordan Bunoza, fotbalist bosniac
- 5 februarie: Zalina Marghieva, atletă din R. Moldova
- 5 februarie: Zalina Marghieva, atletă moldoveană
- 7 februarie: Ai Kago, actriță și cântăreață japoneză
- 8 februarie: Norbert Trandafir, înotător român
- 9 februarie: Alanah Rae, actriță americană de filme pentru adulți
- 10 februarie: Francesco Acerbi, jucător italian de fotbal
- 12 februarie: Daniela Sofronie, sportivă română (gimnastică artistică)
- 12 februarie: Nicolás Otamendi (Nicolás Hernán Gonzalo Otamendi), fotbalist argentinian
- 12 februarie: Wilfred Moke, fotbalist congolezo-francez
- 14 februarie: Ángel Di María (n. Ángel Fabián Di María), fotbalist argentinian
- 15 februarie: Rui Patrício (Rui Pedro dos Santos Patrício), fotbalist portughez (portar)
- 15 februarie: Azdren Llullaku, fotbalist albanez (atacant)
- 15 februarie: Iván González López, fotbalist spaniol
- 16 februarie: Andrea Ranocchia, fotbalist italian
- 17 februarie: Iurie Livandovschi, fotbalist din R. Moldova (atacant)
- 19 februarie: Daniel George Bârlădeanu, fotbalist român
- 19 februarie: Seth Morrison, muzician american
- 20 februarie: Rihanna (n. Robyn Rihanna Fenty), cântăreață, actriță, femeie de afaceri, textieră, designer vestimentar, model și dansatoare americană originară din Barbados
- 20 februarie: Daniel Popescu, fotbalist român
- 21 februarie: Harlem-Eddy Gnohéré, fotbalist francez (atacant)
- 23 februarie: Liviu Adrian Ganea, fotbalist român (atacant)
- 24 februarie: Ionuț Alexandru Dobroiu, fotbalist român (atacant)
- 27 februarie: Jessie J (Jessica Ellen Cornish), cântăreață britanică
- 29 februarie: Benedikt Höwedes, fotbalist german

### Martie
- 2 martie: Vito Mannone, fotbalst italian (portar)
- 2 martie: Kate Alexa, muziciană australiană
- 4 martie: Laura Siegemund, jucătoare de tenis germană
- 6 martie: Agnes Carlsson, cântăreață suedeză
- 6 martie: Simon Mignolet, fotbalist belgian (portar)
- 8 martie: Jahmir Hyka, fotbalist albanez
- 10 martie: Ivan Rakitić, fotbalist croat
- 10 martie: Edgars Gauračs, fotbalist leton (atacant)
- 11 martie: Igor Andronic, fotbalist din R. Moldova
- 11 martie: Fábio Coentrão (Fábio Alexandre da Silva Coentrão), fotbalist portughez
- 12 martie: Konstantinos Mitroglou, fotbalist grec (atacant)
- 12 martie: Kim Ji-yeon, scrimeră sud-coreeană
- 14 martie: Sasha Grey, actriță americană de filme pentru adulți
- 14 martie: Luminița Pișcoran, atletă română
- 14 martie: Stephen Curry, baschetbalist american
- 15 martie: Sebastián Pol (Marcos Sebastián Pol Gutiérrez), fotbalist argentinian (atacant)
- 15 martie: Andrés Molteni, jucător de tenis argentinian
- 17 martie: Fraser Gerard Forster, fotbalist englez (portar)
- 17 martie: Laurențiu Iorga, fotbalist român
- 17 martie: Mihai Luca, fotbalist român (portar)
- 19 martie: José Montiel (José Arnulfo Montiel Núñez), fotbalist paraguayan
- 21 martie: Cristian Emanuel Bălgrădean, fotbalist român (portar)
- 22 martie: Qays Shayesteh, fotbalist afgano-neerlandez
- 23 martie: Jason Kenny, ciclist britanic
- 23 martie: Tomoya Ugajin, fotbalist japonez
- 23 martie: Bogdan Nechifor, actor român
- 24 martie: Szabina Mayer, handbalistă maghiară
- 27 martie: Brenda Song, actriță americană și model
- 27 martie: Atsuto Uchida, fotbalist japonez
- 28 martie: Samuel de Araújo Miranda, fotbalist brazilian
- 29 martie: Andrei Ionescu, fotbalist român
- 30 martie: Andrei Bugneac, fotbalist din R. Moldova (atacant)
- 31 martie: Edit Miklós, schioare alpină, având dublă naționalitate română și maghiară, specializată în probele de viteză (coborâre și super-G)

### Aprilie
- 1 aprilie: Toto Tamuz, fotbalist israelian de etnie nigeriană (atacant)
- 3 aprilie: Tim Krul (Timothy Michael Krul), fotbalist neerlandez (portar)
- 3 aprilie: Tiberiu Dolniceanu, sabrer român
- 3 aprilie: Alin Badea, scrimer român
- 4 aprilie: Jhulliam Bonfim (Jhulliam Bonfim Santos Pires), fotbalist brazilian
- 4 aprilie: Kelley Hurley, scrimeră americană
- 5 aprilie: Georg Gazarian, fotbalist armean
- 5 aprilie: James Gregory Meredith, fotbalist australian
- 5 aprilie: James Meredith, fotbalist australian
- 6 aprilie: Fabrice Ndala Muamba, fotbalist congolez
- 6 aprilie: Cezar Andrei Lungu, fotbalist român (portar)
- 7 aprilie: João Paulo de Souza Dantas, fotbalist brazilian
- 10 aprilie: Haley Joel Osment, actor american
- 10 aprilie: Cristian Bățagă, sportiv român (gimnastică artistică)
- 10 aprilie: Monel Tiberiu Cârstoiu, fotbalist român
- 10 aprilie: Viktor Bölcsföldi, fotbalist maghiar
- 12 aprilie: Cristina Bujin, atletă română
- 13 aprilie: Helder Maurilio da Silva Ferreira, fotbalist brazilian
- 13 aprilie: Anderson Luís de Abreu Oliveira, fotbalist brazilian
- 14 aprilie: Roberto Bautista Agut, jucător de tenis spaniol
- 15 aprilie: Eliza Doolittle, cântăreață britanică
- 18 aprilie: Alexandru A. Grosu, fotbalist din R. Moldova
- 19 aprilie: Radmila Petrović, handbalistă din Muntenegru
- 20 aprilie: Koelly Kévin Zougoula, fotbalist ivorian
- 21 aprilie: Robbie Amell, actor canadian
- 25 aprilie: Sara Paxton, cântăreață și actriță americană
- 28 aprilie: Abel Valdez, fotbalist argentinian
- 28 aprilie: Juan Manuel Mata Garcia, fotbalist spaniol
- 28 aprilie: Juan Manuel Mata, fotbalist spaniol
- 28 aprilie: Emma Hewitt, cantautoare și vocalistă Trance australiană
- 30 aprilie: Ana de Armas (Ana Celia de Armas Caso), actriță cubaneză

### Mai
- 2 mai: Katarina Krpež Slezak, handbalistă sârbă
- 4 mai: Mihaela Buzărnescu, jucătoare română de tenis
- 4 mai: Radja Nainggolan Bogaerts, fotbalist belgian
- 5 mai: Adele (Adele Laurie Blue Adkins), cântăreață și compozitoare britanică
- 5 mai: Laurențiu Petean, fotbalist român
- 6 mai: Dan Nistor, fotbalist român
- 6 mai: Călin Virgil Cristea, fotbalist român
- 7 mai: Takayuki Morimoto, fotbalist japonez (atacant)
- 7 mai: Pavel Suhov, scrimer rus
- 7 mai: Andreea Chițu, judocană română
- 7 mai: Nathan Burns, fotbalist australian
- 8 mai: Maicon Pereira de Oliveira, fotbalist brazilian (atacant), (d. 2014)
- 8 mai: Ekaterina Djukeva, handbalistă bulgară
- 9 mai: Cristian Costel Melinte, fotbalist român
- 10 mai: Adam David Lallana, fotbalist englez
- 10 mai: Alexandru Dumitrescu, canoist român
- 11 mai: Zhu Min, scrimeră chineză
- 12 mai: Kristrún Frostadóttir, politiciană și economistă islandeză, prim-ministru a Islandei
- 12 mai: Marcelo Vieira (Marcelo Vieira da Silva Júnior), fotbalist brazilian
- 13 mai: Borja Navarro (Borja Navarro Landáburu), fotbalist spaniol
- 15 mai: Chauncey Hardy, baschetbalist american (d. 2011)
- 15 mai: Camilla Dalby, handbalistă daneză
- 15 mai: Sergiu Cojocari, fotbalist din R. Moldova
- 16 mai: Vicky Kaushal, actor indian
- 17 mai: Nikki Reed, actriță americană
- 17 mai: Elena Ionescu, cântăreață română
- 17 mai: Koki Yonekura, fotbalist japonez
- 18 mai: Ksenija Sidorova, muziciană letonă
- 21 mai: Artur Ahmathuzin, scrimer rus
- 21 mai: Paul Pepene, schior de fond român
- 24 mai: Everton Luiz Guimarães Bilher, fotbalist brazilian
- 25 mai: Mato Jajalo, fotbalist bosniac
- 26 mai: Cuadrado (Juan Guillermo Cuadrado Bello), fotbalist columbian
- 29 mai: Mihai Costea (Mihai Alexandru Costea), fotbalist român (atacant)
- 29 mai: Andrei Nechita, ciclist român
- 29 mai: Carmen Martín, handbalistă spaniolă
- 30 mai: Raymond Lukacs (Raymond Barna Lukács), fotbalist român (atacant)
- 31 mai: Aida-Cristina Căruceru, politiciană română
- 31 mai: Laura Ioana Paar, jucătoare română de tenis

### Iunie
- 1 iunie: Javier Hernández Balcázar (aka Chicharito), fotbalist mexican (atacant)
- 2 iunie: Sergio Agüero (Sergio Leonel Agüero del Castillo), fotbalist argentinian (atacant)
- 2 iunie: Takashi Inui, fotbalist japonez
- 3 iunie: Cosmin Șandru, politician
- 4 iunie: Ryota Nagaki, fotbalist japonez
- 6 iunie: Arianna Errigo, scrimeră italiană
- 6 iunie: Andrei Cordoș (Andrei Alexandru Cordoș), fotbalist român
- 7 iunie: Michael Cera, actor canadian
- 7 iunie: Ekaterina Makarova, jucătoare rusă de tenis
- 7 iunie: Valentina Panici, handbalistă română
- 8 iunie: Constantin Grecu, fotbalist român
- 8 iunie: Kamil Grosicki, fotbalist polonez
- 9 iunie: Sokratis Papastathopoulos, fotbalist grec
- 9 iunie: Alexandru Adrian Popovici, fotbalist român (atacant)
- 9 iunie: Mae Whitman, actriță americană
- 10 iunie: Jagoš Vuković, fotbalist sârb
- 11 iunie: Claire Holt (Claire Rhiannon Holt), actriță și model australian
- 11 iunie: Jesús Fernández Collado (aka Jesús), fotbalist spaniol (portar)
- 12 iunie: Eren Derdiyok, fotbalist elvețian (atacant)
- 12 iunie: Mauricio Isla (Mauricio Aníbal Isla Isla), fotbalist chilian
- 13 iunie: Róbert Elek, fotbalist român (atacant)
- 13 iunie: Bianca Pascu, scrimeră română
- 17 iunie: Stephanie Rice, înotătoare australiană
- 18 iunie: Isaac Becerra (Isaac Becerra Alguacil), fotbalist spaniol (portar)
- 18 iunie: Islam Slimani, fotbalist algerian (atacant)
- 19 iunie: Miloš Adamović, fotbalist sârb
- 22 iunie: Roxana Elisabeta Rotaru (n. Roxana Bârcă), atletă română
- 23 iunie: Dan Bucșă (Dan Mihai Bucșă), fotbalist român
- 23 iunie: Chet Faker, cântăreț australian
- 23 iunie: Dan Bucșă, fotbalist român
- 24 iunie: Micah Lincoln Richards, fotbalist englez
- 25 iunie: Antun Palić, fotbalist croat
- 26 iunie: Innocent Awoa (Innocent Felix Awoa Zoa), fotbalist camerunez
- 27 iunie: Silviu Ilie, fotbalist român
- 27 iunie: Matthew Špiranović, fotbalist australian
- 28 iunie: Jeff Spear, scrimer american
- 29 iunie: Éver Banega, fotbalist argentinian
- 29 iunie: Adrian Mannarino, jucător de tenis francez

### Iulie
- 1 iulie: Dagmara Wozniak, scrimeră americană
- 2 iulie: Lee Chung-Yong, fotbalist sud-coreean
- 2 iulie: Rui Pedro (Rui Pedro Couto Ramalho), fotbalist portughez (atacant)
- 2 iulie: Ada Condeescu, actriță română
- 2 iulie: Nicoleta Dincă, handbalistă română
- 2 iulie: Lee Chung-yong, fotbalist sud-coreean
- 3 iulie: Winston Wiremu Reid, fotbalist danez
- 4 iulie: Angelique Boyer (n. Monique Paulette Boyer Rousseau), actriță mexicană de etnie franceză
- 7 iulie: Anamaria Ioniță, atletă română
- 8 iulie: Vítor Gialorenco Huvos, fotbalist brazilian
- 8 iulie: Andrii Iahodka, scrimer ucrainean
- 9 iulie: Raul Rusescu (Raul Andrei Rusescu), fotbalist român (atacant)
- 10 iulie: Pavlo Lee, actor și prezentator TV ucrainean (d. 2022)
- 11 iulie: Doina Sulac, interpretă și compozitoare din Republica Moldova
- 11 iulie: Étienne Capoue, fotbalist francez
- 13 iulie: Steven R. McQueen, actor american
- 14 iulie: Mădălina Drăghici, actriță română
- 14 iulie: Conor McGregor, luptător irlandez de arte marțiale mixte și box
- 15 iulie: Răzvan Tincu, fotbalist român
- 15 iulie: Renata Knapik-Miazga, scrimeră poloneză
- 15 iulie: Cristian Danci, fotbalist român
- 16 iulie: Sergio Busquets (Sergio Busquets Burgos), fotbalist spaniol
- 19 iulie: Kevin Großkreutz, fotbalist german
- 22 iulie: Thomas Kraft, fotbalist german (portar)
- 24 iulie: Mihai Donisan, atlet român
- 24 iulie: Adrian Popa, fotbalist român
- 25 iulie: Paulinho (José Paulo Bezerra Maciel Júnior), fotbalist brazilian
- 25 iulie: John Peers, jucător australian de tenis
- 26 iulie: Diego Perotti, fotbalist argentinian
- 29 iulie: Miguel Alfonso Herrero (Miguel Alfonso Herrero Javaloyas), fotbalist spaniol

### August
- 1 august: Nemanja Matić, fotbalist sârb
- 1 august: Olia Tira, cântăreață din R. Moldova
- 1 august: Pavel Vidanov, fotbalist bulgar
- 3 august: Sven Ulreich, fotbalist german
- 4 august: Michael Herck, pilot belgian Formula GP2 Series
- 5 august: Danilo Carando (Danilo Ezequiel Carando), fotbalist argentinian (atacant)
- 5 august: Federica Pellegrini, înotătoare italiană
- 6 august: Vasile Carauș, fotbalist din R. Moldova
- 6 august: Vasile Caraus, fotbalist moldovean
- 7 august: Sergiu Istrati (Serghei Istrati), fotbalist din R. Moldova
- 7 august: Marin Leovac, fotbalist croat
- 7 august: Erik Pieters, fotbalist neerlandez
- 7 august: Dorian Popa, actor de televiziune, compozitor, dansator și cântăreț român
- 8 august: Flavia Bujor, scriitoare franceză de etnie română
- 8 august: Caitlyn (Florentina Cătălina Ciună), muziciană română
- 8 august: Ni Ni, actriță chineză
- 8 august: Xu Yifan, jucătoare chineză de tenis
- 8 august: Prințesa Beatrice de York, nepoata Reginei Elisabeta a II-a
- 9 august: Willian Borges da Silva, fotbalist brazilian
- 10 august: Stef Nijland, fotbalist neerlandez (atacant)
- 11 august: Irfan Bachdim, fotbalist indonezian
- 11 august: Paul Pârvulescu (Paul Ovidiu Pârvulescu), fotbalist român
- 12 august: Tyson Fury (Tyson Luke Fury), pugilist profesionist britanic
- 14 august: Ljubomir Fejsa, fotbalist sârb
- 15 august: Oussama Assaidi, fotbalist neerlandez
- 16 august: Lucian Răduță, fotbalist român (atacant)
- 19 august: Veronica Roth, autoare americană
- 21 august: Ioan Hora (Adrian Ioan Hora), fotbalist român
- 21 august: Robert Lewandowski, fotbalist polonez (atacant)
- 22 august: Artiom Dziuba, fotbalist rus
- 22 august: Mitchell Langerak, fotbalist australian (atacant)
- 22 august: Minelli (Luisa Ionela Cristian), cântăreață și textieră română
- 24 august: Maya Yoshida, fotbalist japonez
- 26 august: Cristina Neagu, handbalistă română
- 28 august: Alexandra Camenșcic, biatlonistă din R. Moldova
- 28 august: Andrei Dăescu, jucător român de tenis
- 28 august: Cătălina Ștefănescu, politiciană română
- 29 august: Ivan Fedorov, politician ucrainean, primar al Melitopolului
- 31 august: David Ospina Ramirez, fotbalist columbian (portar)

### Septembrie
- 2 septembrie: Javi Martínez (Javier Martínez Aginaga), fotbalist spaniol
- 2 septembrie: Artem Semenenko, fotbalist ucrainean
- 3 septembrie: Jérôme Boateng (Jérôme Agyenim Boateng), fotbalist german
- 3 septembrie: Sinan Bolat, fotbalist turc (portar)
- 3 septembrie: Carla Suárez Navarro, jucătoare spaniolă de tenis
- 4 septembrie: Adelina Cojocariu, canotoare română
- 5 septembrie: Nuri Șahin, fotbalist turc
- 6 septembrie: Alexandru Adrian Popovici, fotbalist român (atacant)
- 7 septembrie: Victoria Marinova, jurnalistă bulgară (d. 2018)
- 8 septembrie: Gustav Schäfer, muzician german
- 9 septembrie: Alexandra Huțu, politiciană română
- 9 septembrie: Shizuka Nakamura, actriță japoneză
- 11 septembrie: Oana Murariu, politiciană
- 13 septembrie: Ricardo Machado (Ricardo Jorge Tavares Machado), fotbalist portughez
- 14 septembrie: Andreea Arsine, atletă română
- 14 septembrie: Anatolii Cîrîcu, halterofil din R. Moldova
- 14 septembrie: Diogo Salomão, fotbalist portughez
- 17 septembrie: Michael Fitzgerald, fotbalist neozeelandez
- 17 septembrie: Kristijan Naumovski, fotbalist macedonean (portar)
- 19 septembrie: Katrina Bowden, actriță americană
- 21 septembrie: Victor Gonța, fotbalist din R. Moldova (atacant)
- 23 septembrie: Juan Martín del Potro, jucător argentinian de tenis
- 24 septembrie: Birgit Õigemeel, cântăreață estoniană
- 26 septembrie: Kim Yo-jong, politiciană nord-coreeană
- 27 septembrie: Ralf Fahrmann, fotbalist german (portar)
- 28 septembrie: Marin Čilić, jucător croat de tenis
- 28 septembrie: Jason Jordan (n. Nathan Everhart), wrestler american
- 29 septembrie: Kevin Durant (Kevin Wayne Durant), baschetbalist american
- 30 septembrie: Bořek Dočkal, fotbalist ceh

### Octombrie
- 1 octombrie: Cariba Heine, actriță australiană
- 1 octombrie: Artur Pătraș, fotbalist din R. Moldova
- 2 octombrie: Carmen Maria Racolța, cântăreață și textieră de manele și muzică de petrecere
- 3 octombrie: Maximiliano Arias (Álvaro Maximiliano Arias Invernizzi), fotbalist uruguayan
- 3 octombrie: Alex Dowsett, ciclist britanic
- 3 octombrie: ASAP Rocky (n. Raim Nakache Mayers), rapper, compozitor, producător de înregstrări și actor american
- 3 octombrie: A$AP Rocky, cântăreț
- 4 octombrie: Derrick Rose (Derrick Martell Rose), baschetbalist american
- 7 octombrie: Diego Costa (Diego da Silva Costa), fotbalist brazilian (atacant)
- 8 octombrie: Pablo Gil Sarrión, fotbalist spaniol
- 8 octombrie: Alexandru Șimicu, handbalist român
- 9 octombrie: Mara-Daniela Calista, politician român
- 10 octombrie: Jil Funke, actriță germană
- 11 octombrie: Séamus Coleman, fotbalist irlandez
- 11 octombrie: Ricochet (Trevor Mann), luptător american de wrestling
- 12 octombrie: Raúl Goni Bayo, fotbalist spaniol
- 12 octombrie: Vasile Nagy, politician român
- 13 octombrie: Luciana Marin, handbalistă română
- 15 octombrie: Mesut Özil, fotbalist german de etnie turcă
- 17 octombrie: Emma Samuelsson, scrimeră suedeză
- 25 octombrie: Ayres Simao (Ayres Cerqueira Simao), fotbalist brazilian (atacant)
- 29 octombrie: Nassima Saifi, atletă paralimpică algeriană
- 29 octombrie: Ana Foxxx, actriță americană de filme pentru adulți
- 29 octombrie: Florin Gardoș, fotbalist român
- 29 octombrie: Kayne Vincent, fotbalist neozeelandez
- 31 octombrie: Sébastien Buemi, pilot elvețian GP2 Series și Formula 1
- 31 octombrie: Fabian Teușan, fotbalist român

### Noiembrie
- 2 noiembrie: Julia Görges, jucătoare germană de tenis
- 3 noiembrie: Angus McLaren, actor australian
- 5 noiembrie: Yannick Borel, scrimer francez
- 6 noiembrie: Emma Stone, actriță americană
- 6 noiembrie: Conchita Wurst, cântăreață austriacă
- 7 noiembrie: Yuki Muto, fotbalist japonez
- 11 noiembrie: Everton Luiz Guimarães Bilher, fotbalist brazilian
- 12 noiembrie: Dumitru Arhip, rugbist din R. Moldova
- 12 noiembrie: Șenol Coșkun, actor turc (d. 2006)
- 12 noiembrie: Șenol Coșkun, actor turc (d. 2006)
- 14 noiembrie: Jeremy Bokila, fotbalist congolez (atacant)
- 16 noiembrie: Anastasia Huppmann, pianistă
- 18 noiembrie: Elena Daniela Todor, fotbalistă română
- 19 noiembrie: Melinda Szikora, handbalistă maghiară
- 20 noiembrie: Marian Stoleru, fotbalist din R. Moldova
- 20 noiembrie: Dušan Tadić, fotbalist sârb
- 26 noiembrie: Shu Kurata, fotbalist japonez
- 28 noiembrie: Hiroki Fujiharu, fotbalist japonez
- 28 noiembrie: Ritchie De Laet (Ritchie Ria Alfons De Laet), fotbalist belgian
- 29 noiembrie: Dorinel Popa, fotbalist român
- 29 noiembrie: Marius Tigoianu, fotbalist român

### Decembrie
- 2 decembrie: Igor Jovanović, fotbalist german de etnie croată
- 3 decembrie: Egor Baranov, regizor rus de film
- 5 decembrie: Tsukasa Shiotani, fotbalist japonez
- 8 decembrie: Silviu Vexler, politician român
- 9 decembrie: Kwadwo Asamoah, fotbalist ghanez
- 10 decembrie: Wilfried Guemiand Bony, fotbalist ivorian (atacant)
- 10 decembrie: Neven Subotić, fotbalist sârb
- 12 decembrie: Micael Borges, actor și cântăreț brazilian
- 14 decembrie: Anna-Maria Zimmermann, cântăreață germană
- 14 decembrie: Vanessa Hudgens, actriță americană
- 15 decembrie: Andreea Andrei, scrimeră română
- 15 decembrie: Steven N'Zonzi (Steven N'Kemboanza Mike Christopher N'Zonzi), fotbalist francez
- 15 decembrie: Filip Adamović, baschetbalist bosniac
- 15 decembrie: Toni Šunjić, fotbalist bosniac
- 16 decembrie: Mats Julian Hummels, fotbalist german
- 16 decembrie: Andrei Antohi, fotbalist român
- 17 decembrie: Yann Sommer, fotbalist elvețian (portar)
- 19 decembrie: Alexis Sánchez (Alexis Alejandro Sánchez Sánchez), fotbalist chilian
- 19 decembrie: Katrina Bowden, actriță americană
- 21 decembrie: Gabriel Sîncrăian, halterofil român
- 24 decembrie: Nikola Mektić, jucător de tenis croat
- 25 decembrie: Simona Pop, spadasină română
- 27 decembrie: Hiroki Yamada, fotbalist japonez
- 28 decembrie: Inès Boubakri, scrimeră tunisiană
- 29 decembrie: Christen Annemarie Press, fotbalistă americană (atacant)
- 29 decembrie: Serghei Țvetcov, ciclist român

## Decese

### Ianuarie
- 1 ianuarie: Hiroaki Sato, 55 ani, fotbalist japonez (n. 1932)
- 3 ianuarie: Rose Ausländer (n. Rosalie Beatrice Ruth Scherzer), 86 ani, poetă evreică din Bucovina (n. 1901)
- 10 ianuarie: Bai T. Moore (Bai Tamia Johnson Moore), 71 ani, scriitor liberian (n. 1916)
- 11 ianuarie: Isidor Isaac Rabi, 89 ani, fizician american (n. 1898)
- 14 ianuarie: Gheorghi Malenkov, 86 ani, politician rus (n. 1902)
- 15 ianuarie: Thalie Frugès, 41 ani, actriță franceză (n. 1946)
- 17 ianuarie: Belle Baranceanu (Belle Goldschlager Bărănceanu), 85 ani, artistă americană (n. 1902)
- 19 ianuarie: Veniamin Levich, 70 ani, fizician ucrainean (n. 1917)

### Februarie
- 2 februarie: Margit Kőszegi, 85 ani, actriță și solistă de operă română de etnie maghiară (n. 1902)
- 4 februarie: Igor Block, 69 ani, poet și traducător român (n. 1918)
- 15 februarie: Richard Feynman, 69 ani, fizician american (n. 1918)
- 15 februarie: Israil Bercovici, 88 ani, scriitor român (n. 1921)
- 19 februarie: René Char, 80 ani, poet francez (n. 1907)
- 20 februarie: Toni Iordache (Niculae Mihai Iordache), 64 ani, muzician român (n. 1942)
- 22 februarie: Solomon Cutner, 85 ani, pianist britanic (n. 1902)

### Martie
- 3 martie: Henryk Szeryng, 69 ani, muzician polonez (n. 1918)
- 6 martie: Eugen Trancu-Iași, 75 ani, jurnalist român (n. 1912)
- 9 martie: Kurt Georg Kiesinger, 83 ani, om politic german, cancelar al RFG (1966-1969), (n. 1904)

### Aprilie
- 1 aprilie: Augustin Z.N. Pop, 77 ani, jurnalist român (n. 1910)
- 7 aprilie: Lydie Schmit, 49 ani, politiciană luxemburgheză (n. 1939)
- 15 aprilie: Modest Morariu, 58 ani, poet român (n. 1929)
- 18 aprilie: Oktay Rıfat Horozcu, 73 ani, scriitor turc (n. 1914)
- 21 aprilie: I. A. L. Diamond (n. Ițec Domnici), 67 ani, scenarist american (n. 1920)

### Mai
- 18 mai: Brandon Rhys-Williams, 60 ani, politician britanic (n. 1927)
- 21 mai: Dino Grandi, 92 ani, politician italian (n. 1895)
- 22 mai: Heinrich Zillich, 90 ani, scriitor german (n. 1898)
- 27 mai: Ernst Ruska, 81 ani, fizician german laureat al Premiului Nobel (1986), (n. 1906)
- 28 mai: Arthur Kreindler, 88 ani, medic neurolog român (n. 1900)

### Iunie
- 2 iunie: Raj Kapoor, 63 ani, actor indian (n. 1924)
- 3 iunie: Anna Justine Mahler, 83 ani, sculptoriță austriacă (n. 1904)
- 6 iunie: Gheorghe Eminescu, 93 ani, istoric român (n. 1895)
- 23 iunie: Andrei Glanzmann, 81 ani, fotbalist român (atacant), (n. 1907)
- 24 iunie: Mihai Beniuc, 80 ani, scriitor român (n. 1907)
- 25 iunie: Tudor Bugnariu, 79 ani, sociolog român (n. 1909)

### Iulie
- 7 iulie: Mihail Cruceanu, 100 ani, poet român (n. 1887)
- 9 iulie: Alexandru Graur, 88 ani, lingvist român (n. 1900)
- 9 iulie: Anthony Holland, 60 ani, actor american (n. 1928)
- 10 iulie: Baruch Kamin, 74 ani, politician israelian (n. 1914)
- 13 iulie: Hilda Gobbi, 75 ani, actriță maghiară (n. 1913)
- 18 iulie: Aurel Ciupe, 88 ani, pictor român (n. 1900)
- 18 iulie: Petre Munteanu, 71 ani, solist român de operă (n. 1916)
- 18 iulie: Miklós Szentkuthy, 80 ani, scriitor maghiar (n. 1908)
- 22 iulie: Duane Jones (Duane L. Jones), 51 ani, actor american (n. 1937)
- 23 iulie: Valentin Belousov, 63 ani, matematician rus (n. 1925)
- 24 iulie: Ilona Elek (n. Ilona Schacherer), 81 ani, dublă campioană olimpică la scrimă de naționalitate maghiară (n. 1907)
- 24 iulie: Nicolae Vereș, 63 ani, politician român (n. 1924)

### August
- 10 august: Dan Giușcă, 84 ani, chimist român (n. 1904)
- 12 august: Jean-Michel Basquiat, 27 ani, artist american (n. 1960)
- 14 august: Enzo Ferrari (n. Enzo Anselmo Giuseppe Maria Ferrari), 90 ani, pilot italian de Formula 1, antreprenor, fondatorul Scuderiei Ferrari și al companiei auto Ferrari (n. 1898)
- 31 august: Luis Walter Alvarez, 77 ani, fizician experimentalist, inventator și profesor universitar american, laureat al Premiului Nobel (1968),  (n. 1911)

### Septembrie
- 5 septembrie: Gert Fröbe (Karl Gerhart Fröbe), 75 ani, actor german (n. 1913)
- 11 septembrie: Luis Walter Alvarez, 77 ani, fizician american, laureat al Premiului Nobel (1968), (n. 1911)
- 19 septembrie: Călin Alupi, 82 ani, pictor român (n. 1906)
- 21 septembrie: Henry Koster, 83 ani, regizor de film, american (n. 1905)
- 24 septembrie: Basil de Ferranti, 58 ani, politician britanic (n. 1930)
- 28 septembrie: Elli Alexiu, 94 ani, scriitoare greacă (n. 1894)
- 29 septembrie: Zoltán Basilides, 70 ani, actor maghiar (n. 1918)

### Octombrie
- 1 octombrie: Pavle Vujisić, 62 ani, comedian sârb (n. 1926)
- 3 octombrie: Franz Josef Strauß, 73 ani, politician german (n. 1915)
- 4 octombrie: Geoffrey Household, 87 ani, scriitor britanic (n. 1900)
- 7 octombrie: Ștefan Lupașcu (Stéphane Lupasco), 88 ani, filosof francez de etnie română (n. 1900)
- 18 octombrie: Jan Świderski, 72 ani, actor polonez (n. 1916)
- 21 octombrie: Bertrand d'Astorg, 74 ani, poet francez (n. 1913)
- 27 octombrie: Erika von Thellmann, 86 ani, actriță germană (n. 1902)
- 28 octombrie: Veaceslav Harnaj, 70 ani, apicultor român (n. 1917)
- 30 octombrie: Ernst Fritz Fürbringer, 88 ani, actor german (n. 1900)
- 31 octombrie: George Uhlenbeck (George Eugene Uhlenbeck), 87 ani, fizician neerlandez (n. 1900)

### Noiembrie
- 8 noiembrie: Tadeusz Kożusznik, 73 ani, actor polonez (n. 1914)
- 12 noiembrie: István Klimek, 75 ani, fotbalist român (atacant), (n. 1913)
- 13 noiembrie: Vlad Georgescu, 51 ani, istoric român (n. 1937)
- 14 noiembrie: Takeo Miki, 81 ani, politician japonez (n. 1907)
- 20 noiembrie: Felix Ziegel, 68 ani, matematician rus (n. 1920)
- 22 noiembrie: Luis Barragán (n. Luis Barragan Morfin), 86 ani, arhitect mexican (n. 1902)
- 27 noiembrie: John Carradine (n. Richmond Reed Carradine), 82 ani, actor american (n. 1906)
- 29 noiembrie: Donald Edward Keyhoe, 91 ani, scriitor american (n. 1897)

### Decembrie
- 5 decembrie: Teodor Parnicki, 80 ani, scriitor polonez (n. 1908)
- 6 decembrie: Roy Orbison (Roy Kelton Orbison), 52 abi, cântăreț și compozitor american (n. 1936)
- 10 decembrie: Richard S. Castellano, 55 ani, actor american (n. 1933)
- 25 decembrie: Nicolae Sălăgeanu, 81 ani, botanist român (n. 1907)
- 31 decembrie: Arnold Hauser, 59 ani, scriitor român de etnie germană (n. 1929)

## Premii Nobel
- Fizică: Leon M. Lederman, Melvin Schwartz, Jack Steinberger (SUA)
- Chimie: Johann Deisenhofer, Robert Huber, Hartmut Michel (Germania)
- Medicină: Sir James W. Black (Regatul Unit), Gertrude B. Elion, George H. Hitchings (SUA)
- Literatură: Naguib Mahfouz (Egipt)
- Pace: Forțele Pacificatoare din cadrul Națiunilor Unite